# Onopordum sibthorpianum
Onopordum sibthorpianum là một loài thực vật có hoa trong họ Cúc. Loài này được Boiss. & Heldr. mô tả khoa học đầu tiên năm 1875.